# Алпатьев, Александр Васильевич
Александр Васильевич Алпатьев (12 сентября 1900 — 27 марта 1987) — советский учёный, селекционер-овощевод. Академик ВАСХНИЛ (1966).

## Биография
Родился в с. Грушевское Белокалитвенского района Ростовской области. Окончил Харьковский СХИ (1927).
- 1920—1931 техник, агроном-овощевод, ассистент Северо-Кавказской сельскохозяйственной опытной станции,
- 1931—1970 зав. лабораторией Грибовской овощной селекционной опытной станции МСХ СССР,
- 1948—1960 доцент кафедры генетики и цитологии биолого-почвенного факультета МГУ.
- заведующий (1971—1983), старший научный сотрудник, консультант (с 1983) лаборатории пасленовых культур ВНИИ селекции и семеноводства овощных культур.

## Научная деятельность
Создал штамбовые сорта томата, позволяющие выращивать их на больших площадях с минимальными затратами. Вывел и улучшил 47 сортов томата, перца, баклажана, физалиса, салата и сахарной кукурузы. Разработчик методик селекции пасленовых культур.
Доктор сельскохозяйственных наук (1961), профессор (1966), академик ВАСХНИЛ (1966).

### Труды
Издал 30 книг, из них 5 монографий. Публикации:
- Томаты / соавт: Б. А. Герасимов и др.; Наркомзем РСФСР, НИИ овощного хоз-ва. — М.: Сельхозгиз, 1937. — 224 с.
- Агроуказания по семеноводству овощных и бахчевых культур / Наркомзем РСФСР. Упр. овощеводства. — М.: Сельхозгиз, 1944. — 108 с.
- Перцы и баклажаны. — М.: Моск. рабочий, 1952. — 79 с. То же. — 2-е изд. — М.: Моск. рабочий, 1953. — 80 с.
- Справочник по овощеводству / соавт.: М. В. Антонов и др. — Л.: Колос, 1971. — 472 с.
- Помидоры — М.: Колос, 1981. — 304 c.

## Награды, премии, другие отличия
Заслуженный деятель науки РСФСР (1971). Лауреат Сталинской премии (1946). Награждён орденом «Знак Почета» (1946), двумя орденами Трудового Красного Знамени (1960, 1976), 4 медалями СССР; 5 медалями ВДНХ. Золотая медаль им. И. В. Мичурина ВАСХНИЛ (1976).